# Thị trường chứng khoán Nga

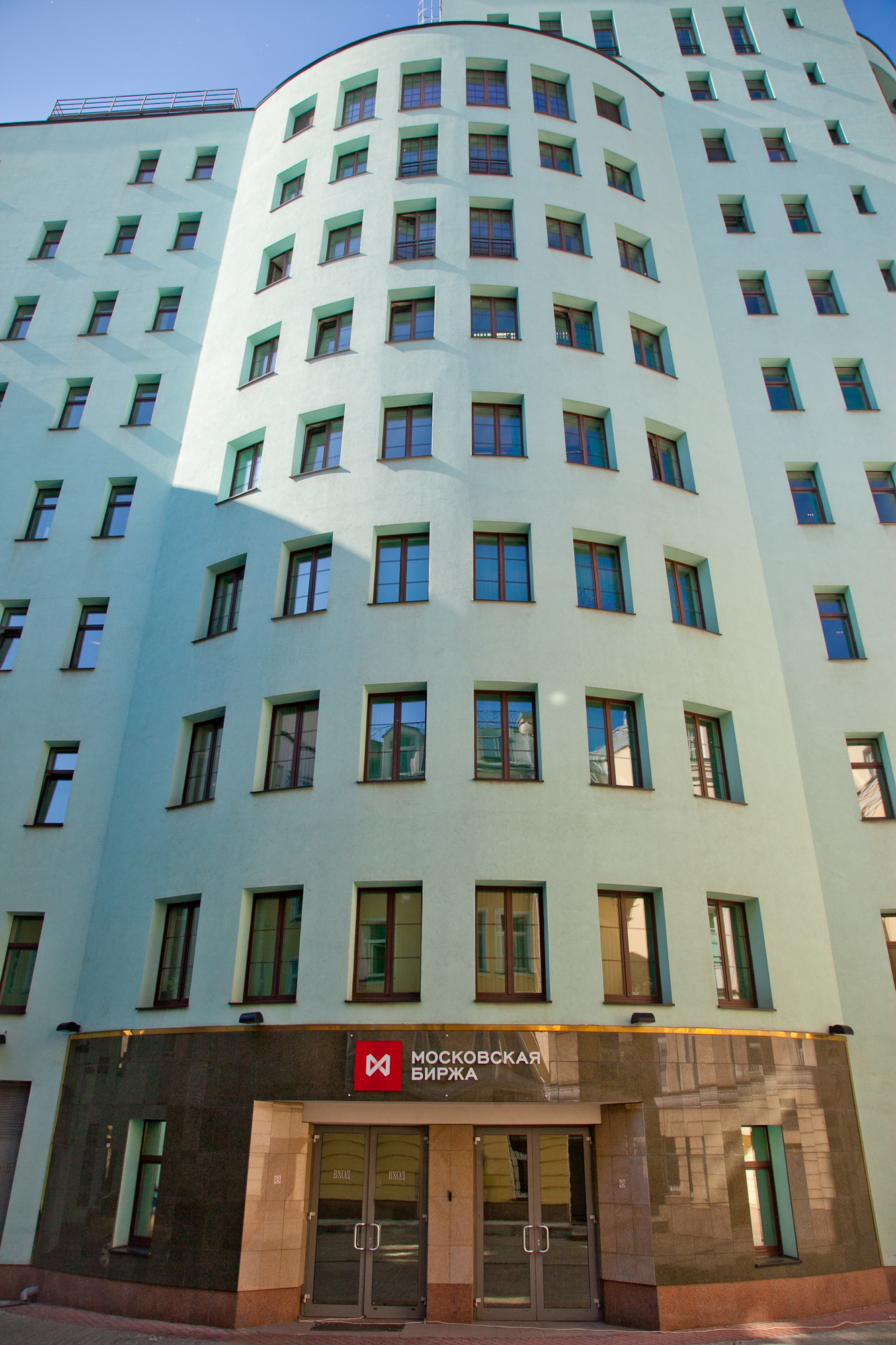
Tòa nhà Sở giao dịch chứng khoán Moscow

Thị trường chứng khoán Nga (Stock market in Russia) bao gồm lịch sử của thị trường chứng khoán và thị trường tài chính ở Nga. Không có thị trường chứng khoán nào trong thời kỳ Xô Viết và thị trường chứng khoán hiện đại chỉ xuất hiện sau những cải cách vào những năm 1990 đã làm cho kinh tế Nga hậu Xô Viết bị tàn phá bởi các nhà tài phiệt. Theo dòng lịch sử, đã từng có một thị trường tài chính non trẻ ở Nga trước năm 1917 nhưng chúng đã đóng cửa sau Cách mạng Nga. Lịch sử thị trường chứng khoán của Đế quốc Nga trước năm 1917 không liên quan trực tiếp đến lịch sử thị trường chứng khoán Nga hiện đại. Trong điều kiện của nền kinh tế chỉ huy và phân phối của Liên Xô, sự chuyển động của các dòng tài chính được xác định bởi quyết định của đảng và các cơ quan tài chính và kinh tế, do đó, không có thị trường tài chính hoặc thị trường chứng khoán nào ở đây cả cho đến đầu những năm 1990 mà ở Nga thời điểm đó chỉ có cái gọi là "thị trường chợ đen". 
Thị trường chứng khoán ở Nga bắt đầu hồi sinh vào nửa đầu năm 1991 sau khi Nghị định của Hội đồng Bộ trưởng Cộng hòa Xã hội chủ nghĩa Xô viết Liên bang Nga số 601 ngày 25 tháng 12 năm 1990 "Về việc phê duyệt Quy định về các công ty cổ phần" được thông qua. Tuy nhiên, trong một thời gian dài, trình độ hiểu biết về tài chính và kinh tế thấp của toàn bộ người dân trong nước đã không cho phép thị trường phát triển. Tình hình cũng trở nên phức tạp hơn do những thủ đoạn gian lận tư nhân hóa năm 1993-1994 gây thất thoát tài sản nhà nước. Sự phát triển năng động của thị trường chứng khoán hợp pháp chỉ bắt đầu sau khi nền kinh tế Nga tăng trưởng trở lại kể từ đầu những năm 2000. Sàn giao dịch Moscow được thành lập vào năm 2011 thông qua việc sáp nhập Sàn giao dịch tiền tệ liên ngân hàng Moscow và Hệ thống giao dịch Nga. Vào cuối năm 2023, tổng khối lượng giao dịch trên các nền tảng MOEX đạt 1,3 nghìn tỷ rúp (khoảng 14 nghìn tỷ đô la). 

## Thành viên
Sàn giao dịch chứng khoán Moscow (Moscow Exchange/Московская биржа/MOEX) là sàn giao dịch lớn nhất ở Nga, điều hành các thị trường giao dịch cổ phiếu, giao dịch trái phiếu, sản phẩm phái sinh, thị trường ngoại hối, thị trường tiền tệ và thị trường mua bán kim loại quý. Sàn giao dịch Moscow cũng điều hành kho lưu ký chứng khoán trung ương của Nga (trung tâm lưu ký chứng khoán), Kho lưu ký thanh toán quốc gia (NSD), và nhà cung cấp dịch vụ thanh toán bù trừ lớn nhất của đất nước, Trung tâm thanh toán bù trừ quốc gia. Sàn giao dịch ngoại hối Moscow được thành lập vào ngày 19 tháng 12 năm 2011 thông qua việc sáp nhập hai sàn giao dịch ngoại hối lớn nhất có trụ sở tại Moscow là Sàn giao dịch ngoại hối liên ngân hàng Moscow (MICEX) và Hệ thống giao dịch Nga (RTS), do đó có tên là "Sàn giao dịch ngoại hối Moscow MICEX-RTS". Cả hai tổ chức đều được thành lập vào những năm 1990 và dẫn đầu các sàn giao dịch của Nga trong hai thập kỷ với MICEX Index và RTS Index. Việc sáp nhập đã tạo ra một thực thể duy nhất để hỗ trợ kế hoạch của Nga nhằm biến Moscow thành một trung tâm tài chính quốc tế. Sàn giao dịch đã hoàn tất đợt chào bán công khai lần đầu (IPO) vào ngày 15 tháng 2 năm 2013, huy động được 15 tỷ RUB (khoảng 500 triệu đô la Mỹ). Đợt chào bán, vào thời điểm đó là đợt chào bán lớn nhất từng được tổ chức độc quyền tại Moscow, đã được đăng ký mua vượt mức gấp đôi và thu hút nhu cầu từ các nhà đầu tư tổ chức trên toàn cầu. Cổ phiếu của sàn giao dịch đã được đưa vào Chỉ số MSCI Nga vào tháng 11 năm 2013. 
Vào tháng 7 năm 2014, Ngân hàng Trung ương Nga, cổ đông lớn nhất của sàn giao dịch, đã hoàn tất việc bán công khai cổ phiếu chiếm gần 12% sàn giao dịch. Một đạo luật liên bang của Nga yêu cầu Ngân hàng Trung ương phải bán toàn bộ cổ phần của mình trong sàn giao dịch trước ngày 1 tháng 1 năm 2016. Vào tháng 10 năm 2018, Sàn giao dịch chứng khoán Moscow đã triển khai giao dịch hợp đồng tương lai vàng có thể giao dịch được trên Thị trường phái sinh của mình. Vàng được giao thông qua thị trường giao ngay kim loại quý. Cổ phiếu của Moscow Exchange được giao dịch công khai dưới mã chứng khoán MOEX. Tính đến tháng 12 năm 2021, khoảng 63% cổ phiếu đang lưu hành tự do, trong khi các cổ phiếu sau đây nắm giữ các khối cổ phiếu: Ngân hàng Trung ương Nga (11,75%), Sberbank (9,9%), Vnesheconombank (8,4%), Ngân hàng Tái thiết và Phát triển Châu Âu (6,1%) và công ty quản lý tài sản Hoa Kỳ Capital Research and Management Company, quản lý hơn 1,3 nghìn tỷ đô la trên toàn cầu trong tài sản hưu trí. Tổng cộng, các nhà đầu tư Hoa Kỳ sở hữu 36,8% cổ phần của Sàn giao dịch chứng khoán Moscow, và các nhà đầu tư Vương quốc Anh sở hữu 10,1%. Ngoài ra, 360.000 nhà đầu tư bán lẻ người Nga sở hữu cổ phiếu MOEX.
Vào ngày 24 tháng 2 năm 2022, sau khi cuộc xâm lược Ukraina của Nga bắt đầu, Sàn giao dịch chứng khoán Moscow đã tạm dừng giao dịch cho đến khi có thông báo mới. Vào ngày 27 tháng 2 năm 2022, hãng thông tấn TASS đưa tin rằng khách hàng nước ngoài đã bị cấm bán bất kỳ chứng khoán nào, có hiệu lực ngay lập tức. Vào ngày 4 tháng 3 năm 2022, sàn giao dịch này đã bị đình chỉ khỏi Liên đoàn các sàn giao dịch thế giới. Vào ngày 18 tháng 3 năm 2022, có thông báo rằng giao dịch trái phiếu OFZ sẽ được tiếp tục vào ngày 21 tháng 3 năm 2022. Vào ngày 23 tháng 3 năm 2022, có thông báo rằng giao dịch chứng khoán 33 rúp sẽ được tiếp tục vào ngày 24 tháng 3 năm 2022 cho cư dân Nga, nhưng các nhà đầu tư nước ngoài sẽ bị hạn chế đối với các giao dịch mua lại và giao dịch với các công cụ phái sinh. Cũng có thông báo rằng hành vi bán khống sẽ bị cấm. Vào ngày 26 tháng 3 năm 2022, có thông báo rằng giao dịch hạn chế sẽ được mở rộng cho tất cả các cổ phiếu trong phiên giao dịch rút ngắn bốn giờ vào ngày 28 tháng 3 năm 2022. Vào tháng 8 năm 2022, sàn giao dịch vẫn chưa hoàn toàn trở lại hoạt động bình thường. Cuộc trao đổi này cũng là mục tiêu của các lệnh trừng phạt quốc tế đối với Nga. Vào ngày 5 tháng 5 năm 2022, Vương quốc Anh đã thu hồi tư cách là "sàn giao dịch chứng khoán được công nhận của Vương quốc Anh" của sàn giao dịch, do đó tước đi một số khoản miễn giảm thuế của Vương quốc Anh đối với các chứng khoán được giao dịch trên sàn giao dịch.

## Chú thích

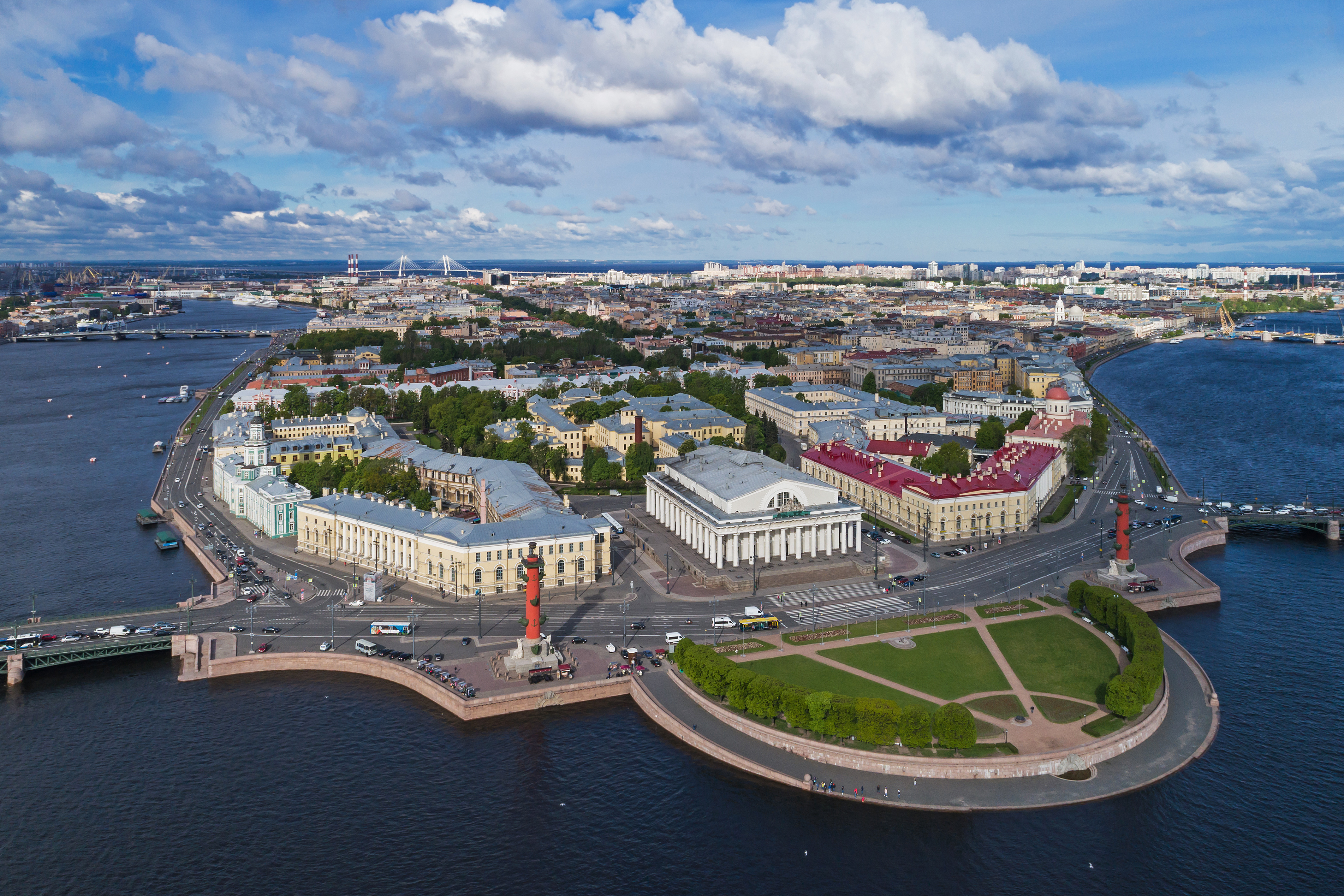
Khu trung tâm tài chính

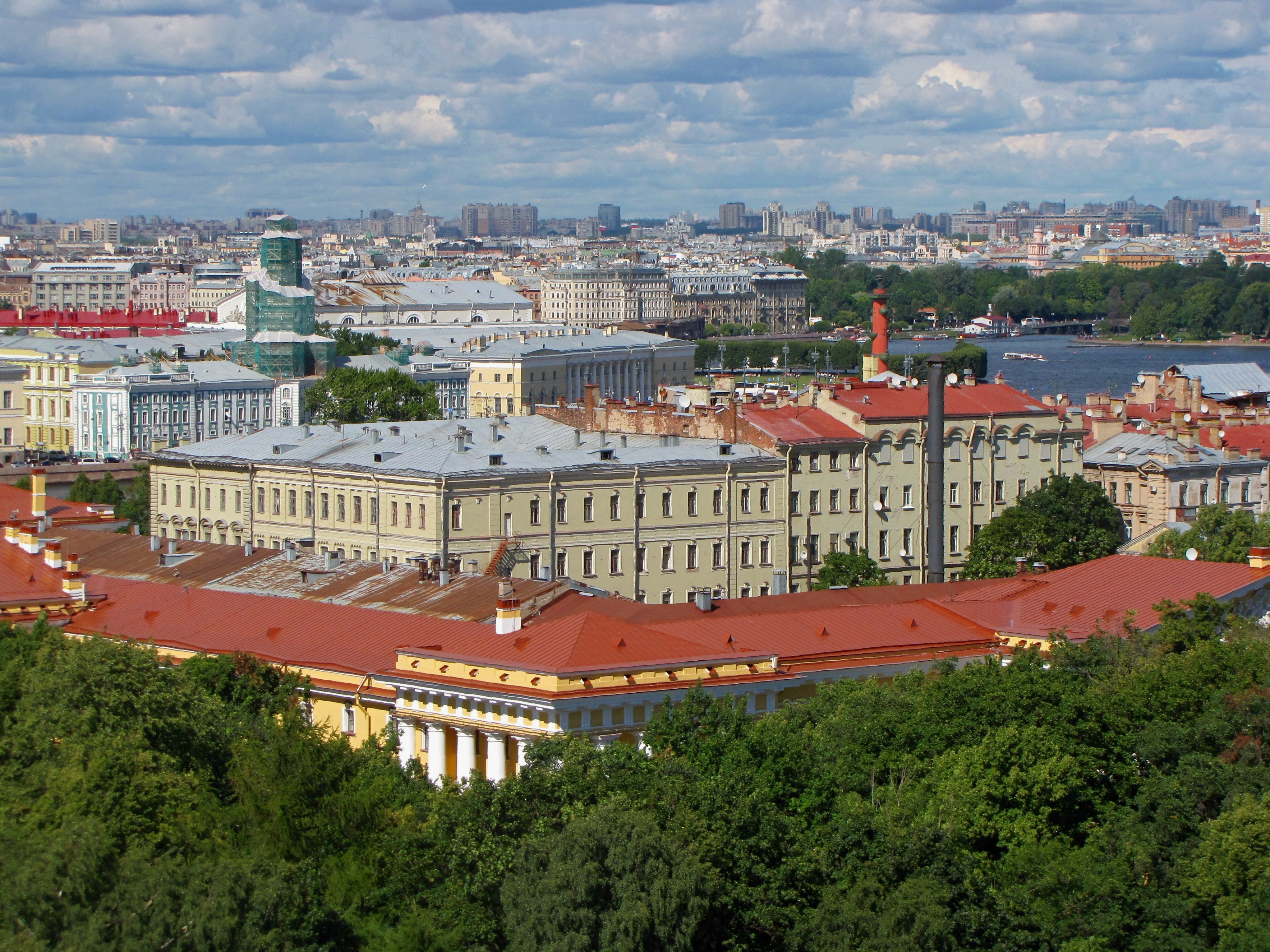
Khu trung tâm tài chính ở Nga